# The Lincoln Lawyer
The Lincoln Lawyer (bra: O Poder e a Lei; prt: Cliente de Risco) é um filme americano de 2011 dos gêneros drama e suspense, dirigido por Brad Furman, com roteiro de John Romano baseado no romance The Lincoln Lawyer, de Michael Connelly.

## Sinopse
Mickey Haller é em um advogado criminal de Los Angeles que trabalha em seu Lincoln Town Car preto. Contratado para representar um milionário acusado de assassinato, acaba descobrindo que é alvo de perseguição.

## Elenco
- Matthew McConaughey como Mickey Haller
- Ryan Phillippe como Louis Roulet
- Marisa Tomei como Margaret McPherson
- Michaela Conlin como Detetive Heidi Sobel
- Josh Lucas como Ted Minton
- William H. Macy como Frank Levin
- Bryan Cranston como Detetive Lankford
- Margarita Levieva como Reggie Campo
- Trace Adkins como Eddie Vogel
- Laurence Mason como Earl
- Frances Fisher como Mary Windsor
- John Leguizamo como Val Valenzuela
- Michael Peña como Jesus Martinez
- Bob Gunton como Cecil Dobbs
- Katherine Moennig como Gloria
- Reggie Baker como Judge Fullbright
- Michael Paré como Detective Kurlen
- Pell James como Lorna Taylor
- Shea Whigham como DJ Corliss

## Recepção
Depois de assistir a um corte brusco do filme em 12 de novembro de 2010, Michael Connelly, autor do livro The Lincoln Lawyer, disse:
| “ | O filme sai 18 de março. Alguns dias atrás eu vi um corte inacabado dele e não poderia estar mais feliz. Eu pensei que era muito fiel à história e o personagem de Mickey Haller. Aqueles que amaram o livro vão adorar o filme, eu acho. Aqueles que não conhecem o livro vão amá-lo do mesmo jeito. O elenco e atuação são realmente excelentes. Como eu disse, eu não poderia estar mais feliz. Estou muito animado e não posso esperar para ver o que os fãs do livro vão pensar. | ” |

O filme recebeu críticas muito positivas, com uma pontuação de 83% na classificação do Rotten Tomatoes, baseado em 156 comentários com uma classificação média de 6.6/10. O consenso dos críticos do site diz: "Ele não oferece nenhuma reviravolta na fórmula de suspenses previsíveis de julgamentos, mas com um charmoso Matthew McConaughey levando seu elenco sólido, The Lincoln Lawyer oferece entretenimento rapidamente agradável." No Metacritic, que atribui uma avaliação normalizada de 100 comentários de críticos principais, o filme recebeu uma média de 63 pontos, com base em 30 avaliações, o que indica "revisões geralmente favoráveis". Roger Ebert, do Chicago Sun-Times deu ao filme três estrelas de um total possível de 4, dizendo: "A trama parece realizar meias facadas em várias direções tornando familiar com outras histórias de crime. Mas pelo que é, The Lincoln Lawyer é aprimorado, cativante ágil e divertido."